# ジェニファー・ラミー
ジェニファー・ラミー（Jennifer Lamy、1949年2月28日 - ）は、オーストラリアの女子陸上競技選手。1968年メキシコシティーオリンピック女子200mの銅メダリストである。メルボルン出身。

## 主な実績
| 年   | 大会                   | 場所                       | 種目 | 結果 | 記録   |
| ---- | ---------------------- | -------------------------- | ---- | ---- | ------ |
| 1966 | コモンウェルスゲームズ | キングストン（ジャマイカ） | 200m | 2位  | 23秒86 |
| 1968 | オリンピック           | メキシコシティ（メキシコ） | 200m | 3位  | 22秒88 |